# Candy (empresa)
Candy es una empresa Italiana de electrodomésticos, con sede en Brugherio (Milán). Candy factura 925 millones de euros y tiene 12 plantas de línea blanca que producen 5,5 millones de unidades al año (2002). El grupo es dueño de las marcas Hoover, Candy, Kelvinator, Otsein, Zerowatt, Gasfire, Süsler, Vyatka, Iberna y Rosières.

## Historia
Candy tiene su origen en Monza en los talleres de Eden Fumagalli (dedicado a la fabricación de instrumentos de precisión), fabricando la primera lavadora hecha en Italia en 1945.[cita requerida]
Los hijos del fundador (Enzo, Niso y Pepino Fumagalli) continuaron con la producción de lavadoras. La mayor parte de las patentes fueron registradas por Niso Fumagalli, quien fue investido doctor honoris causa por la Universidad de Ingeniería de Génova.
Candy produjo la primera lavadora automática con centrifugado en 1954. Posteriormente comenzó su expansión a otros países, abriendo su primera filial en el extranjero en Francia y más tarde plantas de fabricación en China, Turquía, Costa de Marfil, Siria, Nigeria, Egipto, y la Unión Soviética.

## Empresas integradas en el Grupo Candy
Empresas adquiridas por el Grupo Candy:
- Década de los 70- La Sovrana del sector cocinas, y Kelvinator Italia de frigoríficos y congeladores.
- 1980- Kelvinator UK y su planta de Bromborough (Inglaterra).
- 1985- Zerowatt fabricante de lavadoras y secadoras, y Gasfire de cocinas integradas.
- 1987- Rosières, empresa francesa fabricante de cocinas integradas
- 1992- Mayc, empresa española productora de lavadoras de carga superior bajo la marca Otsein.
- 1993- Iberna, empresa de refrigeración.
- 1995- Candy European Appliances, empresa de aspiradoras, con plantas de producción en Gales, Escocia y Lisboa.
- 2005- Vesta, empresa rusa fabricante de lavadoras bajo la marca Vyatka.
- 2007- Doruk Ltd., empresa turca que fabrica bajo la marca Süsler
- 2013- Baumatic, empresa especializada en electrodomésticos de encastre, cocinas de libre instalación y vinotecas en GB.

Acuerdos de colaboración:
- 2003- con la empresa Zavod (Rusia), para la creación de la empresa EDA (Energia Domestic Appliances).
- 2007- en Finlandia con la empresa Helkama Forste de derechos exclusivos de uso de las marcas Helkama y Grepa.
- 2008- joint venture Roison Electronics-Candy en Asia Central (Uzbek) para la producción de frigoríficos y lavadoras.
- 2012- con la empresa Longvie (Argentina) para la producción, comercialización y distribución de lavadoras.
- 2017- acuerdo de colaboración estratégica con Hefei Meiling Co., Ltd.

## Candy en España
Candy se estableció inicialmente en Barcelona (Cataluña), teniendo en la actualidad su sede en el Pasaje Tassó, 8 (Barcelona).

## Candy en República Checa
La compañía tiene una fábrica de frigoríficos en Podborany, al norte de Bohemia. La capacidad productiva de estas instalaciones, en las que se han invertido 50 millones de euros, es de unos 800.000 frigoríficos anuales. Esta planta de producción, construida sobre un terreno de 145.000 metros cuadrados, cuenta con una superficie de 34.000 metros, a los que se añadirán otros 10.000 de un nuevo edificio destinado a almacén.